# Revolutionäre Zellen
Revolutionäre Zellen (RZ), svenska Revolutionära celler, var en tysk vänsterradikal revolutionär grupp allmänt betraktad som en terroristorganisation. 
Revolutionäre Zellen (RZ) var ett nätverk av autonoma grupper i Tyskland. Dessa var aktiva från 1970-talet och fram till 1990-talet och uppfattade sig som en del av den autonoma rörelsen. I RZ utkristalliserade sig två olika strömningar: en del var, liknande Röda armé-fraktionen, "antiimperialistiskt" orienterad medan den andra delen företrädde en "socialrevolutionär" ansats. Die Rote Zora var en kvinnogrupp som organiserade sig i detta sammanhang. Mellan dessa två block fanns det stora stridigheter och den största gemensamma nämnaren bredvid namnet var den decentraliserade organisationsformen. RZ klassades som en terroristisk sammanslutning (terroristische Vereinigung) av det tyska författningsskyddet Verfassungsschutz. 
Terroristerna Wilfried Böse och Brigitte Kuhlmann ur Revolutionäre Zellen deltog i Entebbe-kapningen 1976 (se Operation Entebbe). 

## Översättning
- Artikeln är översatt från tyskspråkiga Wikipedias artikel om Revolutionäre Zellen